# Entraîneurs des Trail Blazers de Portland
Le tableau suivant est un récapitulatif des différents entraîneurs des Trail Blazers de Portland, au fil des saisons.
L'équipe est actuellement entraînée par Chauncey Billups.

## Légende
| MC | Matchs coachés                                                |
| V  | Victoires                                                     |
| D  | Défaites                                                      |
| %V | Pourcentage de victoires                                      |
| *  | A passé toute sa carrière d'entraîneur avec les Trail Blazers |
|    | Élu au Hall of Fame en tant qu'entraîneur                     |

## Entraîneurs
Remarque : Les statistiques sont correctes jusqu'à la fin de la saison 2024-2025.
| Portland Trail Blazers |                    |           |     |     |     |       |    |    |    |       |                                                                                             |
| 1                      | Rolland Todd *     | 1970-1972 | 138 | 41  | 97  | 29,7% | —  | —  | —  | —     |                                                                                             |
| 2                      | Stu Inman *        | 1972      | 26  | 6   | 20  | 23,1% | —  | —  | —  | —     |                                                                                             |
| 3                      | Jack McCloskey *   | 1972-1974 | 164 | 48  | 116 | 29,3% | —  | —  | —  | —     |                                                                                             |
| 4                      | Lenny Wilkens      | 1974-1976 | 164 | 75  | 89  | 45,7% | —  | —  | —  | —     | Fait partie du Top 15 des meilleurs entraîneurs de l'histoire de la NBA.                    |
| 5                      | Jack Ramsay        | 1976-1986 | 820 | 453 | 367 | 55,2% | 59 | 29 | 30 | 49,2% | 1 titre NBA (1977) Fait partie du Top 15 des meilleurs entraîneurs de l'histoire de la NBA. |
| 6                      | Mike Schuler       | 1986-1988 | 211 | 127 | 84  | 60,2% | 8  | 2  | 6  | 25,0% | Entraîneur de l'année (1987)                                                                |
| 7                      | Rick Adelman       | 1988-1994 | 445 | 291 | 154 | 65,4% | 69 | 36 | 33 | 52,2% |                                                                                             |
| 8                      | P. J. Carlesimo    | 1994-1997 | 246 | 137 | 109 | 55,7% | 12 | 3  | 9  | 25,0% |                                                                                             |
| 9                      | Mike Dunleavy Sr.  | 1997-2001 | 296 | 190 | 106 | 64,2% | 36 | 18 | 18 | 50,0% | Entraîneur de l'année (1999)                                                                |
| 10                     | Maurice Cheeks     | 2001-2005 | 301 | 162 | 139 | 53,8% | 10 | 3  | 7  | 30,0% |                                                                                             |
| 11                     | Kevin Pritchard *  | 2005      | 27  | 5   | 22  | 18,5% | —  | —  | —  | —     |                                                                                             |
| 12                     | Nate McMillan      | 2005-2012 | 535 | 266 | 269 | 49,7% | 18 | 6  | 12 | 33,3% |                                                                                             |
| 13                     | Kaleb Canales *    | 2012      | 23  | 8   | 15  | 34,8% | —  | —  | —  | —     |                                                                                             |
| 14                     | Terry Stotts       | 2012-2021 | 720 | 402 | 318 | 55,8% | 62 | 22 | 40 | 35,5% |                                                                                             |
| 15                     | Chauncey Billups * | 2021-     | 328 | 117 | 211 | 35,7% | —  | —  | —  | —     |                                                                                             |